# غاري ساول شتاين
غاري ساول شتاين (بالإنجليزية: Gary Saul Stein)‏ هو محامي وقاضي أمريكي، ولد في 13 يونيو 1933.